# Puduküla
Puduküla – wieś w Estonii, w prowincji Jõgeva, w gminie Põltsamaa.